# 巨像 (超级计算机)
巨像（英語：Colossus）是一台由伊隆·马斯克创立的人工智能公司xAI开发的超级计算机。其建造工程在2024年于孟菲斯启动，当前仍在持续扩建中。它被认为是目前全球最大的人工智能超级计算机。
巨像的主要用途是训练公司的人工智能语言模型Grok、马斯克旗下社交媒体服务X的架构，并为他如SpaceX的其他公司提供运营支持。

## 背景
巨像超算机于2024年9月在孟菲斯南区的前伊莱克斯工厂旧址动工，用于训练人工智能语言模型Grok。据报道，项目构思仅19天后，xAI便已准备好开始施工。相比之下，其他数据中心平均需要四年时间来完成项目规划、设备运输和安装。
选址于此原因是易于直接改造利用废弃的伊莱克斯大楼，从而大大加快建设速度。该选址的另一优势是靠近一座污水处理厂，可提供冷却水源。2025年2月，xAI计划投资8000万美元新建一座额外的污水处理设施，以满足超级计算机的用水需求。

### xAI
马斯克于2023年3月成立xAI，宣称其宗旨是理解“宇宙的本质”。xAI核心团队成员来自OpenAI、谷歌深智、微软和特斯拉。马斯克在人工智能领域早有涉足，他曾是OpenAI的创始成员之一，在2015年投资高达4500万美元。他于2018年据称为避免产生利益冲突离开OpenAI，但也有报道称其试图争取OpenAI的领导权失败而离开。
戴尔科技和超微电脑与xAI合作建造了这台超级计算机。它最初由10万个GPU驱动，并在122天内建成。芯片主要由科技公司英伟达提供，每个GPU都安装在超微的4U通用GPU液冷系统中以防止过热。在首批10万个GPU搭建完92天后，xAI宣布已将系统扩展至20万个GPU，并计划继续将算力提升至100万个高算力GPU。 Colossus是目前全球最大的人工智能训练平台。

### Grok
Grok是xAI由巨像超算机驱动的人工智能语言模型，其目标是成为“...一个能提供无过滤答案、具备高级推理、编码和视觉处理能力的探求真理的AI伴侣”。该聊天机器人深受科幻作品影响：其名称Grok源自作家罗伯特·海莱因在其1961年的小说《异乡异客》中创造的火星语言，意指“通过直觉或共情来理解”；其风格则模仿了《银河系漫游指南》中冷峻、不羁的幽默感。Grok一代于2023年首次发布，此后推出了多个版本。最新版本Grok三代于2025年2月发布，面向付费及免费用户开放。

### X
2025年3月28日，X（前身推特）被xAI收购。此后，该平台与由巨像超算机驱动的xAI模型进一步整合。基于此整合的新功能包括由Grok驱动的信息流和算法。

## 选址

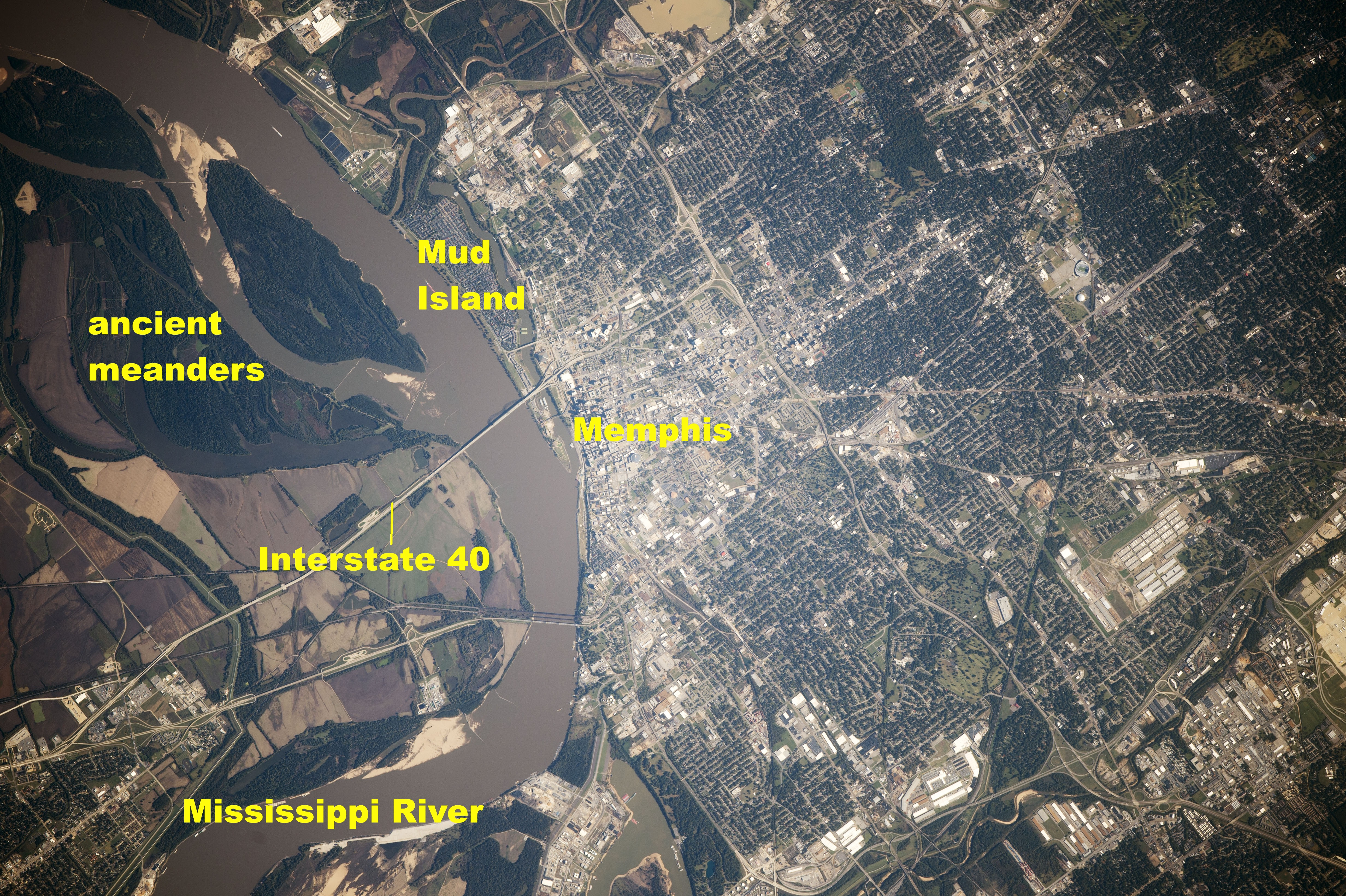
田纳西孟菲斯地理
NASA地球观测

马斯克和xAI选择孟菲斯，主要是因为前伊莱克斯工厂旧址为巨像超算机提供了一个现成的落脚点。他最初被告知建造一个大型数据中心需要至少18至24个月；但他表示，如此漫长的建设周期“...意味着必然的失败...唯一的选择，就是我们自己动手”。为此，马斯克转而寻找现有空置建筑，因而发现了伊莱克斯工厂。该工厂于2012年开设，2020年关闭。使用现有空间而非从零开始建设，使公司能够立即启动项目。孟菲斯大区商会主席兼CEO泰德·汤森透露，在选定孟菲斯之前，xAI曾考虑过七到八个其他地点。2024年3月决定选址于此后，建设工作立即展开，并于同年6月正式对外宣布启动。
然而，厂房并非xAI选择孟菲斯的唯一动机。孟菲斯大区商会的网站指出，该市有能力提供运行这台机器所需的海量能源，而xAI选择孟菲斯还因为其“可靠的电网、建造水循环设施的能力、邻近密西西比河以及充足的土地”。xAI也将从与孟菲斯水电燃气公司、田纳西河谷管理局等机构的合作中受益。这些合作必不可少，因为在超级计算机满负荷运行时，每日将需要数百万加仑的水和150兆瓦的电力。此外，孟菲斯市也向该公司提供了财政激励，希望超级计算机的落户能将孟菲斯转变为一个科技中心。孟菲斯大区商会在加速审批和谈判方面的能力也促成了项目的快速启动。